# Großer Hafner
Großer Hafner är ett berg i Österrike. Det ligger i distriktet Spittal an der Drau och förbundslandet Kärnten, i den centrala delen av landet. Toppen på Hafner är 3 076 meter över havet.
Großer Hafner är den högsta punkten i trakten.
Trakten runt Hafner består i huvudsak av kala bergstoppar och isformationer.